# Alcidion umbraticum
Alcidion umbraticum es una especie de escarabajo longicornio del género Alcidion, tribu Acanthocinini, subfamilia Lamiinae. Fue descrita científicamente por Jacquelin du Val en 1857.
El período de vuelo de la especie se presenta durante los meses de mayo, junio, julio y agosto.

## Descripción
Mide 6-12,4 milímetros de longitud.

## Distribución
Se distribuye por Bahamas, Cuba, Estados Unidos, Jamaica y Puerto Rico.